# Dönhoff

Herb Denhoff

Dönhoff – niemiecki ród szlachecki pochodzący z Hrabstwa Mark w Westfalii, po raz pierwszy wymieniony w 1282. W XIV wieku przedstawiciele rodu osiedli na terenie inflanckich ziem zakonu krzyżackiego (zakon inflancki). Po przyłączeniu Inflant do Rzeczypospolitej (pakt wileński – 1561) zasilili szeregi polskiej szlachty. W 1633 osiągnęli godność hrabiów cesarstwa (niem. Reichsgraf), wchodząc tym samym w szeregi arystokracji. W 1637 hrabia Kasper Denhoff uzyskał tytuł księcia cesarstwa (niem. Reichsfürst). Linia jego potomków wygasła w XVIII wieku.

## Polska linia Dönhoffów
Dönhoffowie mieszkający w Rzeczypospolitej nosili spolszczone nazwisko Denhoff.
Denhoffowie – polska gałąź niemieckiego rodu szlacheckiego Dönhoff, którego przedstawiciele zasilili szeregi polskiej szlachty po przyłączeniu Inflant do Rzeczypospolitej. Używali herbu własnego (Denhoff), który nazywany jest także Dzik lub Świnka, ze względu na swoje podobieństwo do polskiego herbu o tej nazwie.
Najbardziej znani przedstawiciele tego rodu w Rzeczypospolitej:
- Gerard Denhoff
  - Ernest Magnus Denhoff (1581-1642) – kasztelan parnawski (1635), wojewoda parnawski (1640); kalwinista
    - Ernest Denhoff (zm. 1693) – generał lejtnant wojsk koronnych, wojewoda malborski (1685)
    - Gerard Denhoff (ok. 1632-1685) – dworzanin królewski, chorąży nadworny koronny 1661, cześnik litewski 1661, podstoli litewski 1666

  - Gerard Denhoff (1589–1648) – kasztelan gdański 1642 r., wojewoda pomorski i podskarbi ziem pruskich (1643);
    - Władysław Denhoff (1639–1683) – kasztelan chełmiński (1677 r.), wojewoda pomorski (1677 r.), kalwinista, potem katolik, zginął w bitwie pod Parkanami
      - Stanisław Ernest Denhoff (zm. 1728) – hetman polny litewski (1709), wojewoda połocki (1722), ostatni przedstawiciel polskiej linii rodu.
        - Konstancja Denhoff (1716-1791) dziedziczka rodu, żona Janusza Aleksandra Sanguszki, bezpotomna

  - Kasper Denhoff – wojewoda dorpacki (1627), następnie sieradzki (1634), marszałek dworu królowej (1639), kalwinista, potem katolik
    - Zygmunt Denhoff
      - Jerzy Albrecht Denhoff – biskup krakowski, kanclerz wielki koronny (1648-1702);
- Otto Denhoff(inne języki) (ur. ok. 1554, zm. 1609); polski pułkownik, starosta adzelski
  - Teodor Denhoff (wojewoda dorpacki) (zm. 1654), kalwinista
  - Henryk Denhoff
    - Teodor Denhoff (zm. 1678 r.) – dworzanin królewicza polskiego Jana Kazimierza, podstoli wielki litewski 1656 r.;
      - Jan Kazimierz Denhoff (1649-1697) – kardynał, dyplomata, rezydent Jana III Sobieskiego;
- Teodor Denhoff (wojewoda wendeński) (zm. 1622), kalwinista

Potęgę i znaczenie w Rzeczypospolitej Denhoffowie budowali w oparciu o dwór monarszy i liczne starostwa nadawane przez kolejnych władców. Wśród członków wpływowego w XVII i XVIII w. rodu Denhoffów byli też i tacy, którzy nie osiągnęli wysokich godności senatorskich, ponieważ zginęli, walcząc w imieniu Rzeczypospolitej, tak jak pułkownik wojsk koronnych Hieronim Denhoff (Herman Dönhoff) w bitwie pod Cecorą (1620).

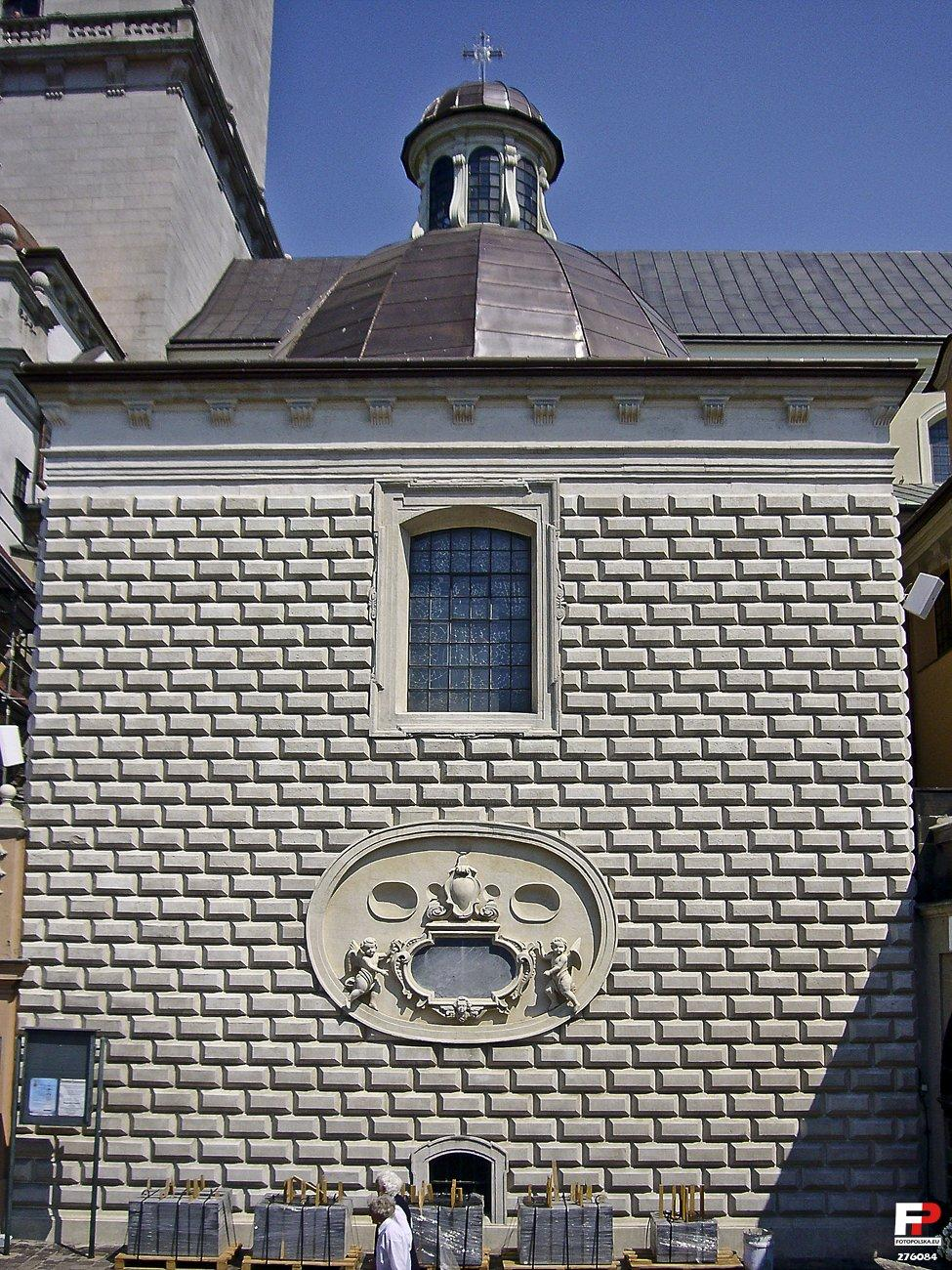
Kaplica św. Pawła I Pustelnika na Jasnej Górze, mauzoleum grobowe Denhoffów

## Pruscy Dönhoffowie
Jedna z gałęzi rodu (potomkowie Friedricha von Dönhoffa, syna wojewody parnawskiego Ernesta Magnusa Denhoffa (Magnus Ernst von Dönhoff) osiadła w Prusach w 1666 r., gdzie do 1945 r. miała swoją siedzibę w pałacu Friedrichstein pod Królewcem. Własnością Dönhoffów były też dobra Pasłęk (Preußisch Holland).
Z pruskiej gałęzi tej rodziny pochodzili m.in.:
- Friedrich Graf von Dönhoff (1639–1696) brandenbursko-pruski generał lejtnant
  - Otto Magnus von Dönhoff (1665–1717) – budowniczy pałacu Friedrichstein (1709–1714)
    - Friedrich von Dönhoff (1708–1769) – pruski pułkownik
      - August Christian Ludwig Karl von Dönhoff (1742–1803) – pruski minister wojny
        - August Friedrich Philipp von Dönhoff (1763–1838) – pruski pułkownik, fligeladiutant, marszałek dworu
          - August Heinrich Hermann von Dönhoff (1797–1874) – pruski dyplomata, ambasador, minister spraw zagranicznych
            - August Karl von Dönhoff-Friedrichstein (1845–1920) – pruski polityk, poseł na sejm Prus i Rzeszy
              - Marion Dönhoff (1909–2002) – publicystka, dziennikarka niemiecka, współwydawca tygodnika Die Zeit, do II wojny światowej właścicielka Kwitajn

          - Louis von Dönhoff(inne języki) (1799–1877) – pruski generał lejtnant

  - Ernst Wladislaus von Dönhoff(inne języki) (1672–1724) – brandenbursko-pruski generał lejtnant
  - Bogislaus Friedrich von Dönhoff(inne języki) (1672–1740) brandenbursko-pruski generał piechoty
    - trzynaścioro dzieci

  - Alexander von Dönhoff(inne języki) (1683–1742) pruski generał lejtnant i zaufany Fryderyka Wilhelma I
    - Friedrich Wilhelm von Dönhoff (1723–1774)
      - Sophie Juliane Friederike von Dönhoff(inne języki) (1768–1838) – morganatyczna żona Fryderyka Wilhelma II
        - Friedrich Wilhelm von Brandenburg

## Pałace

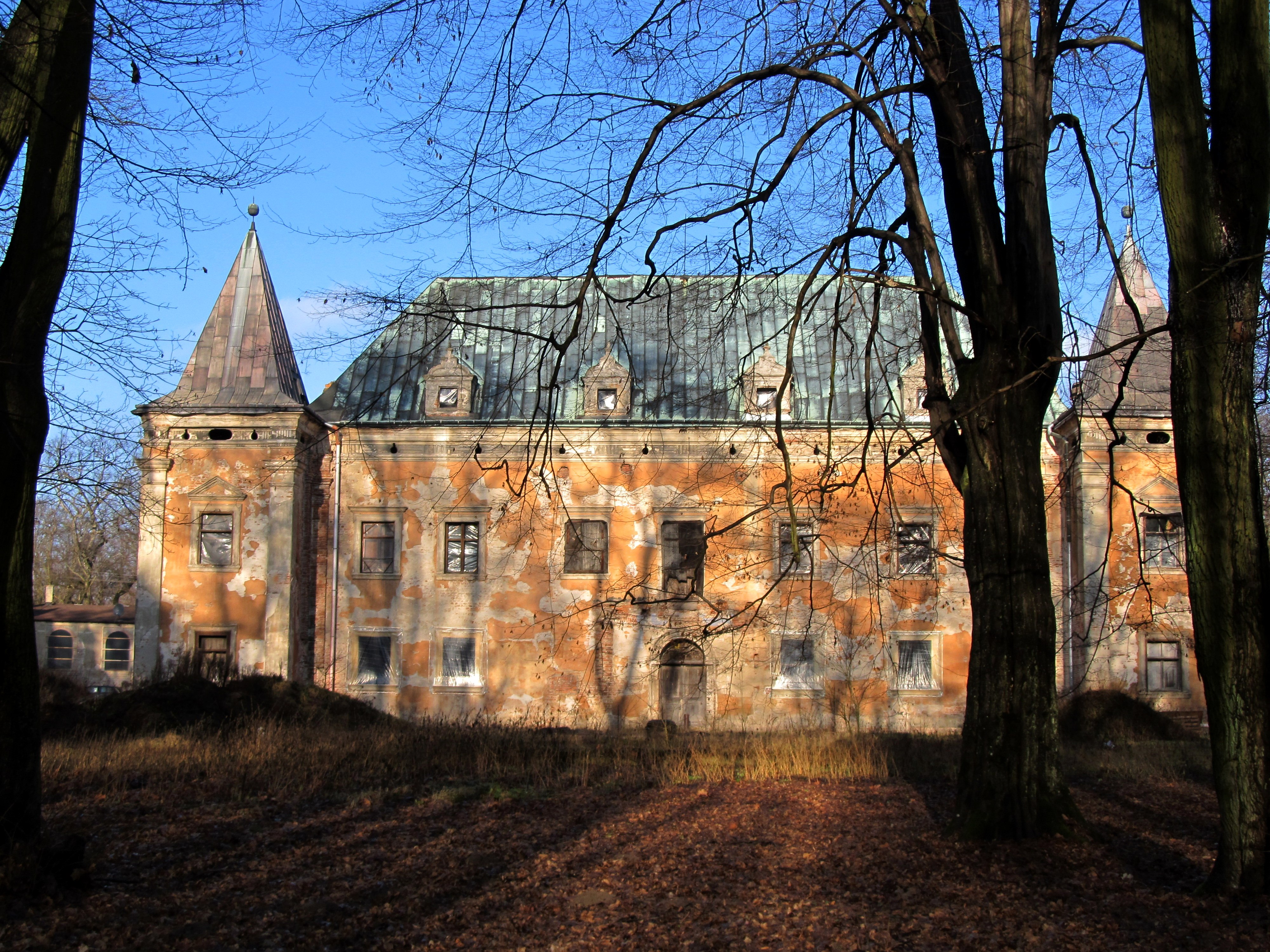
Pałac w Kruszynie
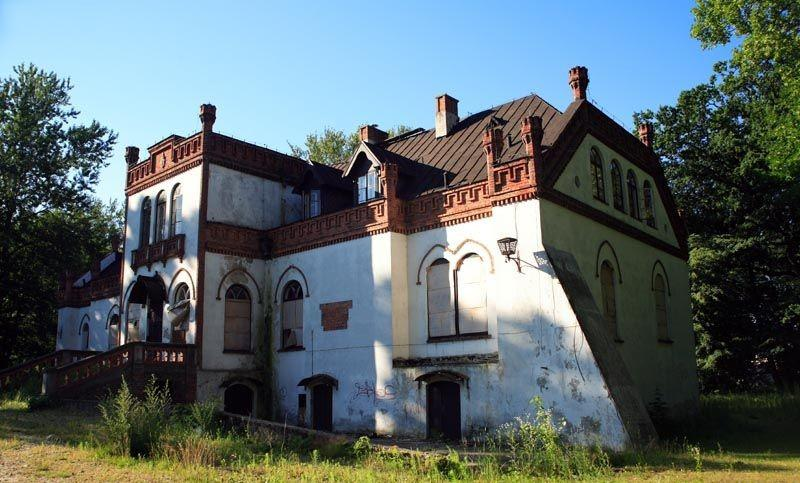
Pałacyk Ostrowskich w Ujeździe, wybudowany na miejscu pałacu Kaspra Denhoffa
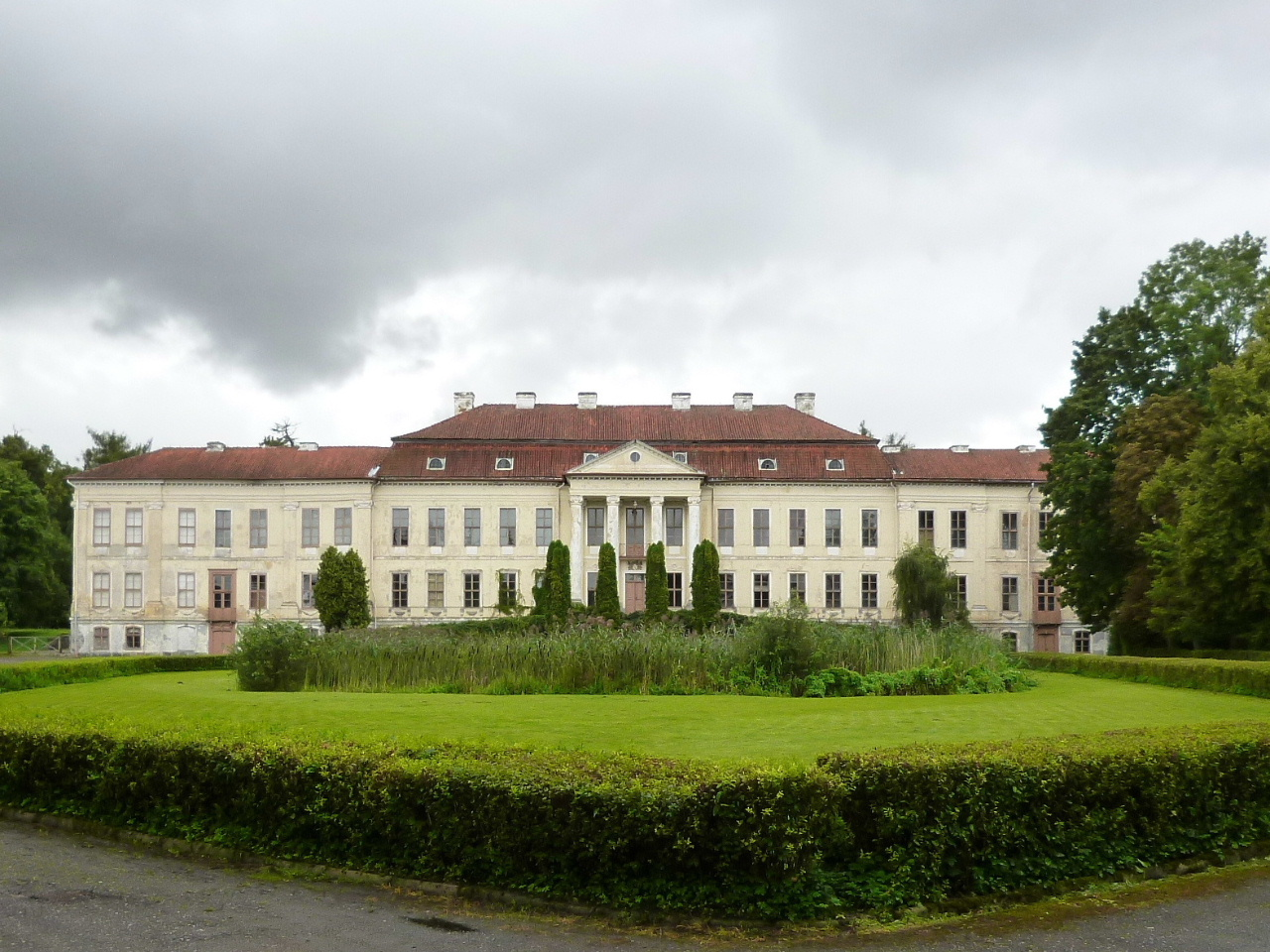
Pałac rodu von Dönhoff w Drogoszach
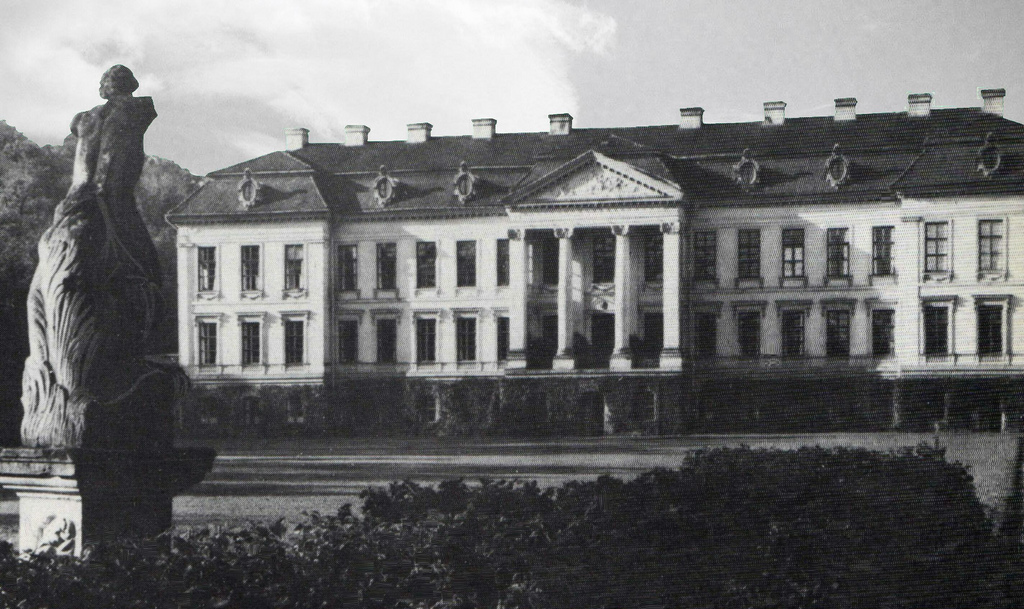
Pałac Friedrichstein (ob. Kamienka(inne języki) w rejonie gurjewskim, obwód królewiecki)
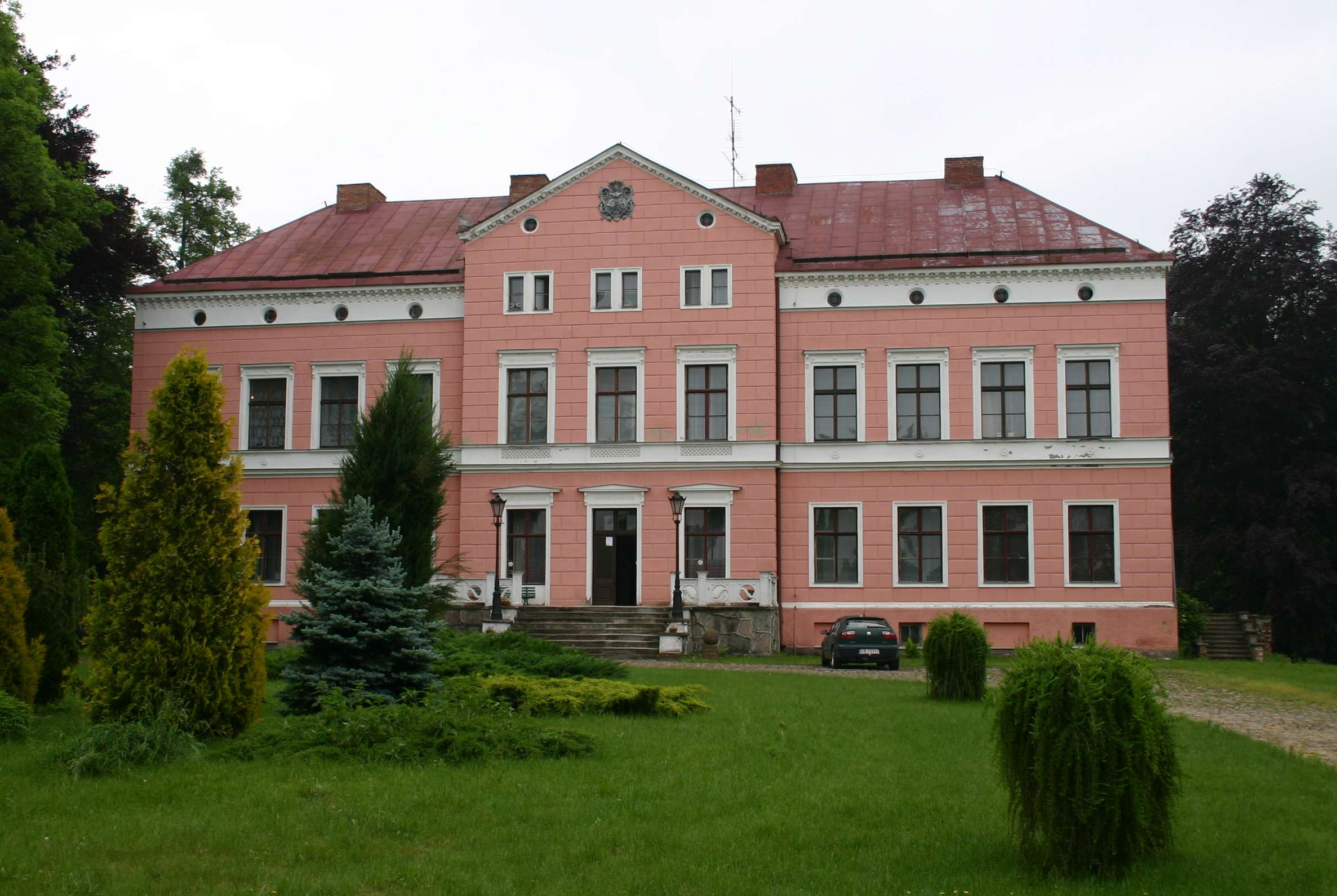
Pałac w Kwitajnach
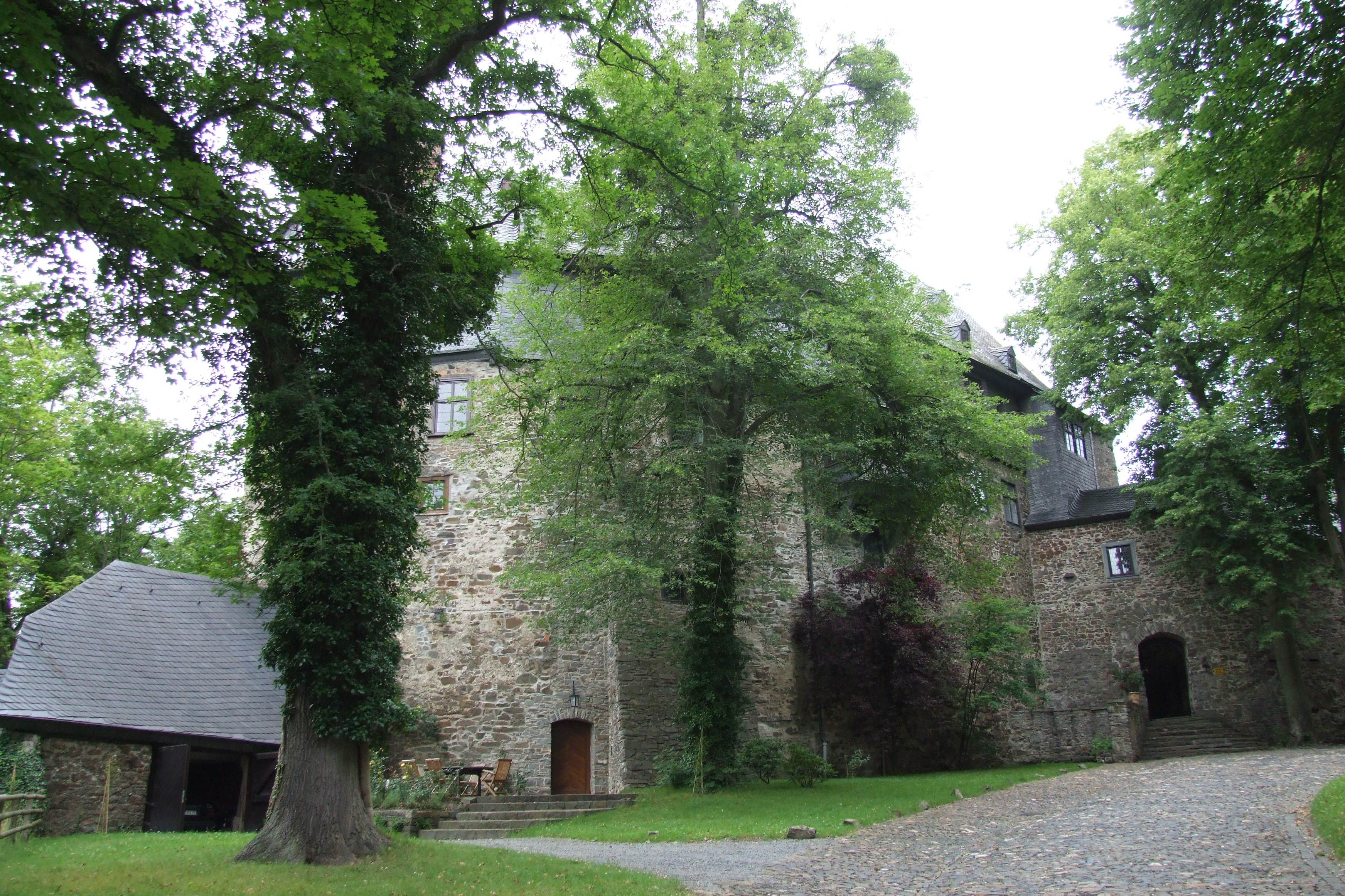
Zamek Schoenstein w Wissen
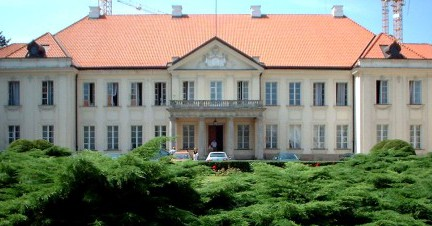
Dwór Denhoffów, przekształcony w pałac Potockich w Warszawie